# Georg-Philipp-Telemann-Preis der Landeshauptstadt Magdeburg
Der Georg-Philipp-Telemann-Preis der Landeshauptstadt Magdeburg ist eine jährlich verliehene Auszeichnung für besondere Leistungen bei Interpretation, Erforschung und Pflege des Lebens und Werkes von Georg Philipp Telemann.
Die Stadt Magdeburg verleiht den Preis seit 1987 jährlich im März im zeitlichen Umfeld von Telemanns Geburtstag (14. März). Preisträger können Künstler, Wissenschaftler, Musikerzieher, Ensembles, Institutionen oder Laien sein.
Der Preis besteht in einer von dem Berliner Bildhauer Wilfried Fitzenreiter entworfenen Bronzeplakette und ist mit 2.500 Euro dotiert.

## Preisträger
- 1987: Walther Siegmund-Schultze (1916–1993), Musikwissenschaftler
- 1988: Ludwig Güttler (* 1943), Trompeter
- 1989: Willi Maertens (1915–2012), Musikwissenschaftler und -erzieher
- 1990: Burkhard Glaetzner (* 1943), Oboist und Dirigent
- 1991: Günter Fleischhauer (1928–2002), Musikwissenschaftler
- 1992: Erich Valentin (1906–1993), Musikwissenschaftler
- 1993: Werner Menke (1907–1993), Trompeter, Sänger und Musikwissenschaftler
- 1994: Peter Schreier (1935–2019), Sänger und Dirigent
- 1995: Martin Ruhnke (1921–2004), Musikwissenschaftler
- 1996: Cappella Coloniensis (gegr. 1954), Orchester
- 1997: Wladimir Ossipowitsch Rabey (* 1922), russischer Interpret, Musikwissenschaftler und -erzieher
- 1998: Hermann Max (* 1941), Kirchenmusiker und Dirigent
- 1999: Claus Oefner (1938–2017), Musikwissenschaftler
- 2000: Michael Schneider (* 1953), Dirigent und Flötist
- 2001: Muzeum Zamkowe w Pszczynie (gegr. 1946), Schlossmuseum im polnischen Pszczyna und Kulturinstitut der Selbstverwaltung der Woiwodschaft Schlesien
- 2002: Reinhard Goebel (* 1952), Violinist und Dirigent
- 2003: Wolf Hobohm (1938–2020), Musikwissenschaftler
- 2004: Nikolaus Harnoncourt (1929–2016), österreichischer Dirigent, Cellist und Musikschriftsteller
- 2005: András Székely (1929–2024), ungarischer Musikwissenschaftler und -produzent
- 2006: Akademie für Alte Musik Berlin (gegr. 1982), Orchester
- 2007: Bärenreiter-Verlag (gegr. 1924), Musikverlag
- 2008: René Jacobs (* 1946), belgischer Dirigent und Countertenor
- 2009: Carus-Verlag (gegr. 1972), Musikverlag
- 2010: Simon Standage (* 1941), britischer Violinist und Dirigent
- 2011: Arbeitskreis „Georg Philipp Telemann“ Magdeburg e. V. – Veranstalter der Magdeburger Telemann-Festtage
- 2012: Siegfried Pank (* 1936), Cellist, Gambist und Musikwissenschaftler
- 2013: Helmut Winschermann (1920–2021), Oboist, Hochschullehrer und Dirigent
- 2014: Paul Dombrecht (* 1948), belgischer Oboist und Dirigent
- 2015: Stiftung Amadeus (gegr. 2002), Schweizer Musikverlag (Gründer: Franz Tischhauser)
- 2016: Klaus Mertens (* 1949), Bassbariton
- 2017: cpo classic production osnabrück (gegr. 1986) und sein künstlerischer Leiter Burkhard Schmilgun, Musiklabel
- 2018: Gotthold Schwarz (* 1952), Thomaskantor und Bassbariton
- 2019: Klaus Hofmann (* 1939), Musikwissenschaftler
- 2020: Dorothee Oberlinger (* 1969), Blockflötistin, Dirigentin und Professorin
- 2021: Elizabeth Wallfisch (* 1952), australische Violinistin und Ensembleleiterin
- 2022: Steven D. Zohn (* 1966), US-amerikanischer Musikwissenschaftler und Traversflötist
- 2023: Ian Payne, britischer Musikwissenschaftler
- 2024: Barthold Kuijken, belgischer (Travers-)Flötist und Dirigent
- 2025: Wolfgang Hirschmann, deutscher Musikwissenschaftler